# Fredrik Alopaeus

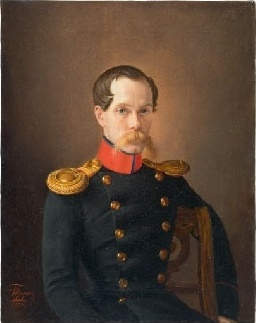
Fredrik Graf Alopaeus (Gemälde von Platon Semjonowitsch Tjurin).

Fredrik Graf Alopaeus (Alternativname: Fjodor Dawidowitsch Alopæus; * 1810; † 20. April 1862 in Odessa, Gouvernement Cherson) war ein Offizier aus dem Großfürstentum Finnland und zuletzt Generalmajor der Kaiserlich Russische Armee. Er war unter anderem von 1856 bis 1857 Bürgermeister von Odessa.

## Leben

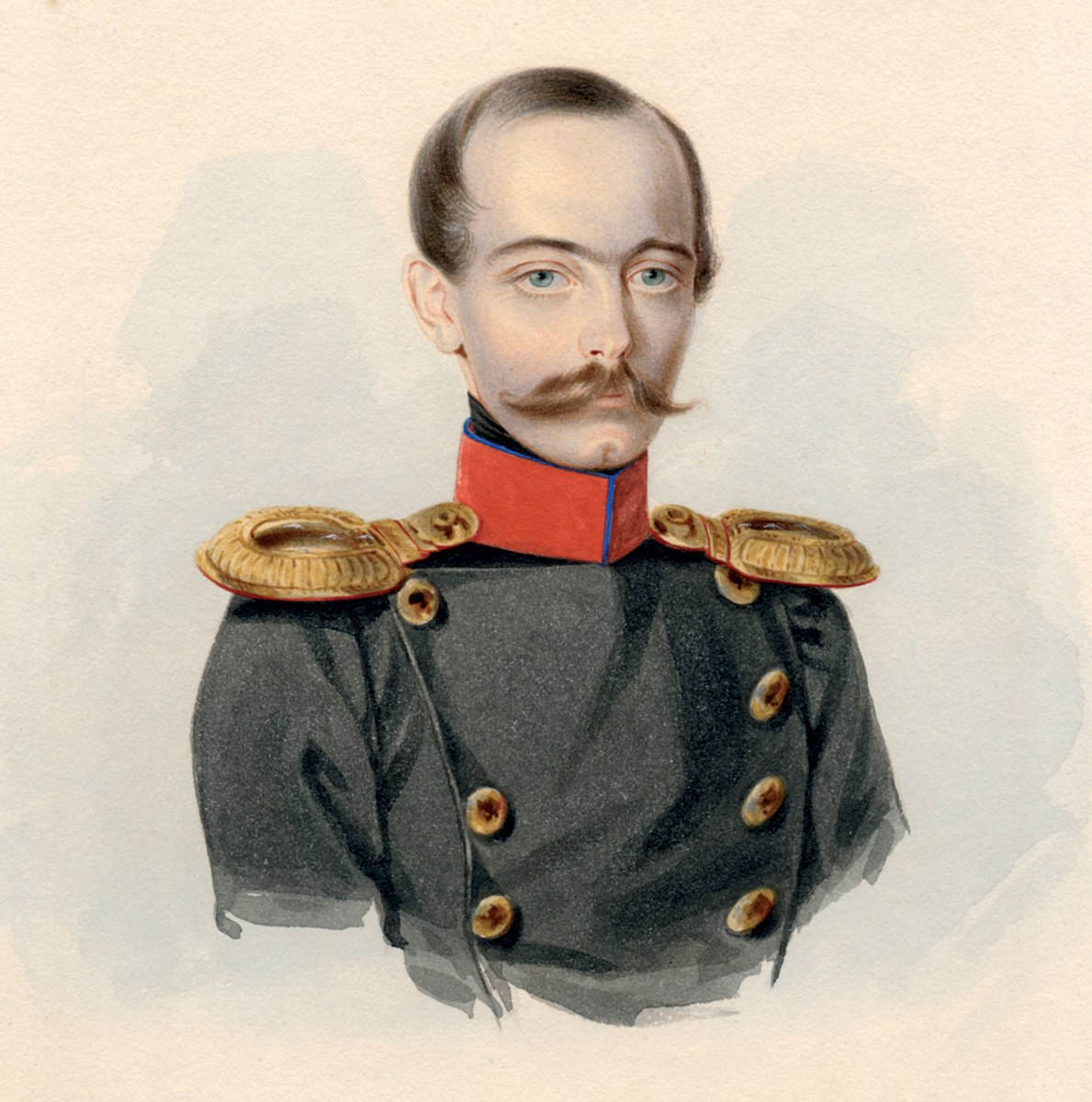
Fredrik Alopaeus (Zeichnung von Alexander Julius Klünder).

Fredrik Alopaeus war der jüngere Sohn des russischen Diplomaten Graf Dawid Maximowitsch Alopaeus (Frans David Alopaeus, 1769–1831), der unter anderem Gesandter in Schweden, Gesandter in Württemberg sowie Gesandter in Preußen war, und dessen Ehefrau Jeanette Caroline Charlotte von Wenckstern (1787–1869). Sein Onkel war der Diplomat Magnus Maximilian von Alopeus (1748–1821), der unter anderem ebenfalls Gesandter in Preußen sowie Gesandter im Vereinigten Königreich war. Er selbst wurde 1829 am Lyzeum Zarskoje Selo, eine 1810 von Zar Alexander I. gegründete Eliteschule in Sankt Petersburg, und trat auch dem Husarenregiment der Leibgarde bei. Nach seiner Beförderung zum Leutnant wurde er 1833 in das Kürassier-Regiment der Leibgarde versetzt und 1840 mit dem Goldenen Schwert für Tapferkeit ausgezeichnet. Nach dem Tod seines älteren Bruders Aleksander Alopaeus erbte er 1841 den in Polen an seinen Vater verliehenen Grafentitel.
Nachdem er zurück zum Husarenregiment der Leibgarde versetzt worden war, wurde Alopaeus 1842 zum Unterrittmeister und 1845 zum Rittmeister (schwedisch ryttmästare, finnisch ratsumestari) befördert. Ende der 1840er Jahre diente er als Adjutant von Maximilian de Beauharnais, 3. Herzog von Leuchtenberg, und wurde 1850 zum Oberst befördert. Daraufhin wurde er zum Flügeladjutanten von Zar Nikolaus I. und 1852 zu dessen Hofmeister ernannt. 1853 wurde er von Generalmarschall Iwan Fjodorowitsch Paskewitsch, Fürst von Warschau, Graf von Eriwan, zum Kommandeur des Husarenregiments in Polen ernannt. Für seine militärischen Verdienste wurde ihm 1854 der Orden des Heiligen Wladimir Vierter Klasse sowie der Russische Orden des Heiligen Georg Dritter Klasse verliehen. Nach seiner Beförderung zum Generalmajor diente er im Krimkrieg im Stab des Oberbefehlshabers der südlichen Armee, Fürst Michail Dmitrijewitsch Gortschakow. 1856 wurde er zum Befehlshaber der Streitkräfte in Odessa ernannt 1856, schied aber noch im selben Jahr aus dem aus aktiven Militärdienst aus Er wurde zum Wirklichen Staatsrat ernannt und war danach bis Ende 1857 Bürgermeister von Odessa. Nach der Versetzung in die Reserve blieb Alopaeus in Odessa.
Seine Ehe 1833 geschlossene mit Freifrau Alexandra Petrowna Frederiks (1815–1900), Tochter des Generalleutnants und Oberhofmeisters Freiherr Pjotr Andrejewitsch Frederiks (1786–1851) und Gräfin Cecilia Wladislawowna Gurowskij blieb kinderlos.